# Rhipidura dahli
Rhipidura dahli е вид птица от семейство Rhipiduridae.

## Разпространение
Видът е разпространен в Папуа Нова Гвинея.